# Чон Се Джин
Чон Се Джин (кор. Jeon Se-jin, нар. 9 вересня 1999, Курі) — південнокорейський футболіст, нападник клубу «Сувон Самсунг Блювінгз».

## Клубна кар'єра
У дорослому футболі дебютував 2018 року виступами за команду клубу «Сувон Самсунг Блювінгз», кольори якої захищає й донині.

## Виступи за збірні
У 2018 році у складі збірної Південної Кореї до 19 років взяв участь в юнацькому (U-19) кубку Азії в Індонезії. На турнірі він зіграв у 6 матчах і допоміг своїй команді стати фіналістом турніру. Цей результат дозволив команді до 20 років кваліфікуватись на молодіжний чемпіонат світу 2019 року у Польщі, куди поїхав і Чон.

## Статистика виступів

### Статистика клубних виступів
| Сезон             | Команда                  | Чемпіонат         | Чемпіонат | Чемпіонат | Національний кубок | Національний кубок | Національний кубок | Континентальні кубки | Континентальні кубки | Континентальні кубки | Інші змагання | Інші змагання | Інші змагання | Усього | Усього | Усього |
| Сезон             | Команда                  | Ліга              | Ігор      | Голів     | Ліга               | Ігор               | Голів              | Ліга                 | Ігор                 | Голів                | Ліга          | Ігор          | Голів         | Ігор   | Голів  |        |
| ----------------- | ------------------------ | ----------------- | --------- | --------- | ------------------ | ------------------ | ------------------ | -------------------- | -------------------- | -------------------- | ------------- | ------------- | ------------- | ------ | ------ | ------ |
| 2018              | «Сувон Самсунг Блювінгз» | КЛ                | 12        | 2         | КК+КЛ              | 0                  | 0                  | ЛЧ                   | 3                    | 0                    |               | -             | -             | 15     | 2      |        |
| 2019              | «Сувон Самсунг Блювінгз» | КЛ                | 9         | 0         | КК+КЛ              | 0                  | 0                  |                      | -                    | -                    |               | -             | -             | 9      | 0      |        |
| Усього за кар'єру | Усього за кар'єру        | Усього за кар'єру | 21        | 2         |                    | 0                  | 0                  |                      | 3                    | 0                    |               | -             | -             | 24     | 2      |        |